# На розі Арбата і вулиці Бубулінас
«На розі Арбата і вулиці Бубулінас» (рос. «На углу Арбата и улицы Бубулинас») — радянський художній фільм режисера Маноса Захаріаса, знятий на кіностудії «Мосфільм» у 1972 році. Прем'єра фільму відбулася 23 квітня 1973 року.

## Сюжет
Грецький антифашист на ім'я Мемос приїхав в Москву, щоб зібрати необхідну інформацію для свого документального фільму. На прохання редактора однієї з центральних газет, йому на допомогу приходить журналіст-міжнародник Ксенія Троїцька.
Сюжет фільму побудований на спогадах головних героїв. Мемос розповідає своїй новій знайомій про його друзів в Греції, таких же, як і він, підпільників, які ведуть боротьбу за свободу своєї країни.
Після військового перевороту Мемос повертається в Грецію, але незабаром потрапляє до в'язниці, що якраз знаходиться на розі вулиці Бубулінас і скверу. Ще будучи в СРСР він призначив їй побачення на розі вулиць їхнього дитинства — московського Арбата і афінської Бубулінас, вкладаючи в це специфічний смисл.А тепер друг Мемоса на розі Арбата повідомля Ксеню де Мемос.

## У ролях
- Людмила Чурсіна —  Ксенія Троїцька
- Володимир Скоморовський —  Мемос
- Раїса Звєрєва —  Катіна
- Микола Бурляєв —  Костас
- Вадим Власов —  Цудерос
- Яніс Мелдеріс —  Александракіс
- Олександр Літкенс —  Георгіс
- Володимир Заманський —  Влад
- Сергій Шакуров —  Гена
- Борис Іванов —  Бося
- Георгіос Совчіс —  Сотіріс
- Всеволод Шестаков —  Саша
- Сергій Смирнов —  в ролі самого себе
- Сурен Кочарян —  в ролі самого себе
- Віктор Комиссаржевський —  в ролі самого себе

## Знімальна група
- Автор сценарію:  Галина Шергова
- Режисер-постановник: Манос Захаріас
- Оператор-постановник:  Павло Лебешев
- Композитор:  Альфред Шнітке
- Художник-постановник:  Абрам Фрейдін

## Зйомки
Одною з локацій був Львів.В масовку залучили в т. ч. працівників ВКЕІ автобуспрома, які в сцені кадрів від 25.10 замість «списки» кричали «віскі».